# HTML Tidy
HTML Tidyは、妥当ではないHTML文書を修正しそのレイアウトと字下げスタイルを良く整えることを目的とする、コンピュータプログラムでありまたライブラリとして使うことができるソフトウェアである。 
HTML Tidyは、World Wide Web Consortium (W3C) の デーブ・ラゲット により開発され、後にSourceForge.netに移管された。
HTML Tidyのソースコードは、可搬性の最大化のため ANSI C で記述されており、またさまざまなプラットフォーム向けの事前コンパイル済みバイナリが提供されている。
W3C license (許容的な、BSDスタイルのライセンス) で使用を許諾されている。
HTML Tidyで修正することができる悪いHTML文書の例:
- 終了タグの欠損、もしくは開始タグに対応しない終了タグ、タグのオーバーラップ
- 足りない字句 (タグや引用符) の追加
- プロプライエタリなHTML拡張の報告
- マークアップレイアウトの事前定義されたスタイルへの変更
- いくつかの記号のHTML実体への変換